# Hudson Swafford
Hudson Swafford, född 9 september 1987 i Tallahassee i Florida, är en amerikansk professionell golfspelare som spelar för Liv Golf. Han har tidigare spelat bland annat på PGA Tour och Korn Ferry Tour.
Swafford har vunnit tre PGA-vinster och en Korn Ferry-vinst. Han har spelat en majortävling och det var vid 2022 års The Masters Tournament och slutade på en delad 30:e plats. Swafford kom också på delad 57:e plats vid 2016 års The Players Championship.
Han avlade en kandidatexamen i konsumentekonomi vid University of Georgia. Swafford spelade samtidigt golf för deras idrottsförening Georgia Bulldogs.